# Ingrid Siepmann
Ingrid Trautwein, més coneguda pel nom de casada d'Ingrid «Ina» Siepmann, (Marienberg, 12 de juny de 1944 - desapareguda al Líban el 1982) va ser una activista política alemanya, militant del Moviment 2 de Juny, Tupamaros Berlín Occidental i Fracció de l'Exèrcit Roig.

## Trajectòria
El 1944 va néixer al poble de Marienberg, en el bressol d'una família devota de farmacèutics, en la qual el seu pare va ser un polític local de la Unió Demòcrata Cristiana d'Alemanya (CDU). El 1966 va arribar a Berlín Occidental de la mà del seu marit, el filòsof marxista Eckhard Siepmann, un amic d'escola amb qui s'havia casat pocs mesos abans. El 1969 va establir amistat amb Dieter Kunzelmann, cofundador del col·lectiu anarquista Kommune 1 (K1), el qual va seguir després de la seva expulsió de la K1, amb l'objectiu d'aconseguir vincular-se més estretament a grups d'extrema esquerra que donaven suport a la lluita armada.
Aquell mateix any, va viatjar amb Kunzelmann, Georg von Rauch, Thomas Weisbecker, Albert Fichter i Lena Conradt a formar-se en tàctiques de guerrilla urbana en un camp d'entrenament de Fatah, especialment en l'empaquetament d'artefactes explosius i detonadors cronometrats. El 22 d'octubre de 1969, el grup va tornar a Alemanya per formar el grup armat Tupamaros Berlín Occidental, menys ella que es va quedar a Amman per treballar en un hospital de campanya per a refugiats, actuar de membre resident del nou grup i coordinar l'entesa operativa entre alemanys i palestins, tal com s'havia pactat amb Faruq al-Qaddumi («Abu al-Luft»), cofundador de Fatah.
El 23 de juny de 1970 va ser detinguda, però absolta ràpidament després de no poder-se provar la seva vinculació amb l'atemptat de Tupamaros Berlín Occidental contra la seu de la comunitat jueva a la ciutat. En acabat, va ingressar al Moviment 2 de Juny (M2J) i va participar en diversos assalts a entitats bancàries. Per aquesta mena d'accions va tornar a ser detinguda l'octubre de 1973 i condemnada el 1974 a 13 anys de presó. El 1975, el govern de la República Federal d'Alemanya la va intercanviar, amb altres presoners, pel dirigent polític Peter Lorenz, president de la CDU a Berlín, qui havia estat segrestat, i el 3 de març de 1975, en companyia del pastor Heinrich Albertz, va aconseguir ser traslladada en un vol Boeing 707 de Lufthansa des de Frankfurt del Main fins a Aden, al Iemen del Sud, juntament amb Verena Becker, Gabriele Kröcher-Tiedemann, Rolf Heissler i Rolf Pohle.
Posteriorment, va rebre entrenament del Front Popular per a l'Alliberament de Palestina (FPAP). El novembre de 1977 va participar en el segrest de l'empresari Walter Palmers, un milionari de la indústria tèxtil austríaca, del qual van obtenir milions de marcs alemanys, que van dividir entre el M2J, el FPAP i la Fracció de l'Exèrcit Roig (RAF), a canvi de la seva llibertat. El 1982 va passar al Líban fugint de la repressió alemanya i es va integrar a la Brigada de Dones Palestines. Segons informació no confirmada, va morir en combat el setembre d'aquell any en un bombardeig israelià durant la matança de Sabra i Xatila.
El seu nom va ser expressament esmentat com a digne d'agraïment i respecte en la declaració final de dissolució de la RAF, datada de març de 1998 i rebuda per diverses agències de notícies el 20 d'abril de 1998. Entretant, el 30 de novembre de 1983, l'ordre de captura internacional contra Siepmann va ser anul·lada.